# Óblast de Rivne
La óblast de Rivne (en ucraniano: Рі́вненська о́бласть) es un óblast (provincia) en el oeste de Ucrania. Fue fundado en el año 1939. Tiene una superficie de 20.047 km², que en términos de extensión es similar a la de El Salvador.

## Geografía
Su longitud de norte a sur es de 215 km, y de este a oeste 186 km. Limita al norte con Bielorrusia, al este con la óblast de Zhitómir, al sudoeste con la óblast de Jmelnitski, al sur con la óblast de Ternópil, al sudoeste con la óblast de Leópolis, y al norte con la óblast de Volinia.

### Ríos y lagos
En total en la óblast de Rivne hay 171 ríos. Todos pertenecen a la cuenca de río Dniéper. La arteria fluvial más importante es el río Horýn (su longitud en el territorio de la óblast de Rivne es de 386 km). También por la óblast de Rivne pasan otros ríos grandes: el Styr, el Lva, el Stvygá, y en el sudoeste, el río Prípiat.
En la óblast de Rivne hay más de 500 lagos de diferente origen.

## Sistema administrativo
El centro administrativo de la óblast de Rivne es la ciudad de Rivne.
Número de las unidades administrativas:
- Raiones - 16
- Raiones en las ciudades - 0
- Localidades - 1028 - 
  - Localidades rurales - 1001
  - Localidades urbanas - 27
- Ciudades - 338

La administración local es llevada a cabo por la Rada de la óblast de Rivne. El jefe de la administración gubernamental, o de la óblast, el gobernador, es nombrado por el presidente de Ucrania.

## Población
A 1 de enero de 2003 la población era de 1.200.000 habitantes.

## Subdivisiones
Luego de la reforma territorial de 2020, la óblast se divide en los siguientes cuatro raiones:
- Raión de Dubno (capital: Dubno)
- Raión de Rivne (capital: Rivne)
- Raión de Sarny (capital: Sarny)
- Raión de Varash (capital: Varash)

Dubno
Rivne
Sarny
Varash